# Sadalsuud
Sadalsuud (Beta d'Aquari / β Aquarii) és una estrella de la constel·lació d'Aquari. El seu nom deriva de l'expressió àrab سعد السعود sacd as-sucūd, que significa "afortunada entre les afortunades".
Sadalsuud té una magnitud aparent de 2,90 m. Pertany al tipus espectral G0IB, i està a 610 anys llum de la Terra.